# 尿閉
尿閉(にょうへい、英:urinary retention)とは、腎臓で尿は作られるものの、排泄機序・機能に問題があるため、体外に尿が排泄されないこと。乏尿や無尿とは意義が異なる。

## 症状
排尿が無くなるが、膀胱の拡張による緊満感が特徴的である。

## 原因
- 機械的尿道閉塞
  - 前立腺肥大症
  - 尿路結石
  - 膀胱頸部硬化症
  - 尿道腫瘍(悪性・良性)
- 機能的尿道閉塞
  - 中枢神経・末梢神経障害
  - 尿道の筋肉障害
- 膀胱機能障害
  - 神経性
  - 機械性・器質性